# Warczewiczella candida
Warczewiczella candida är en orkidéart som först beskrevs av John Lindley, och fick sitt nu gällande namn av Heinrich Gustav Reichenbach. Warczewiczella candida ingår i släktet Warczewiczella och familjen orkidéer. Inga underarter finns listade i Catalogue of Life.

## Bildgalleri

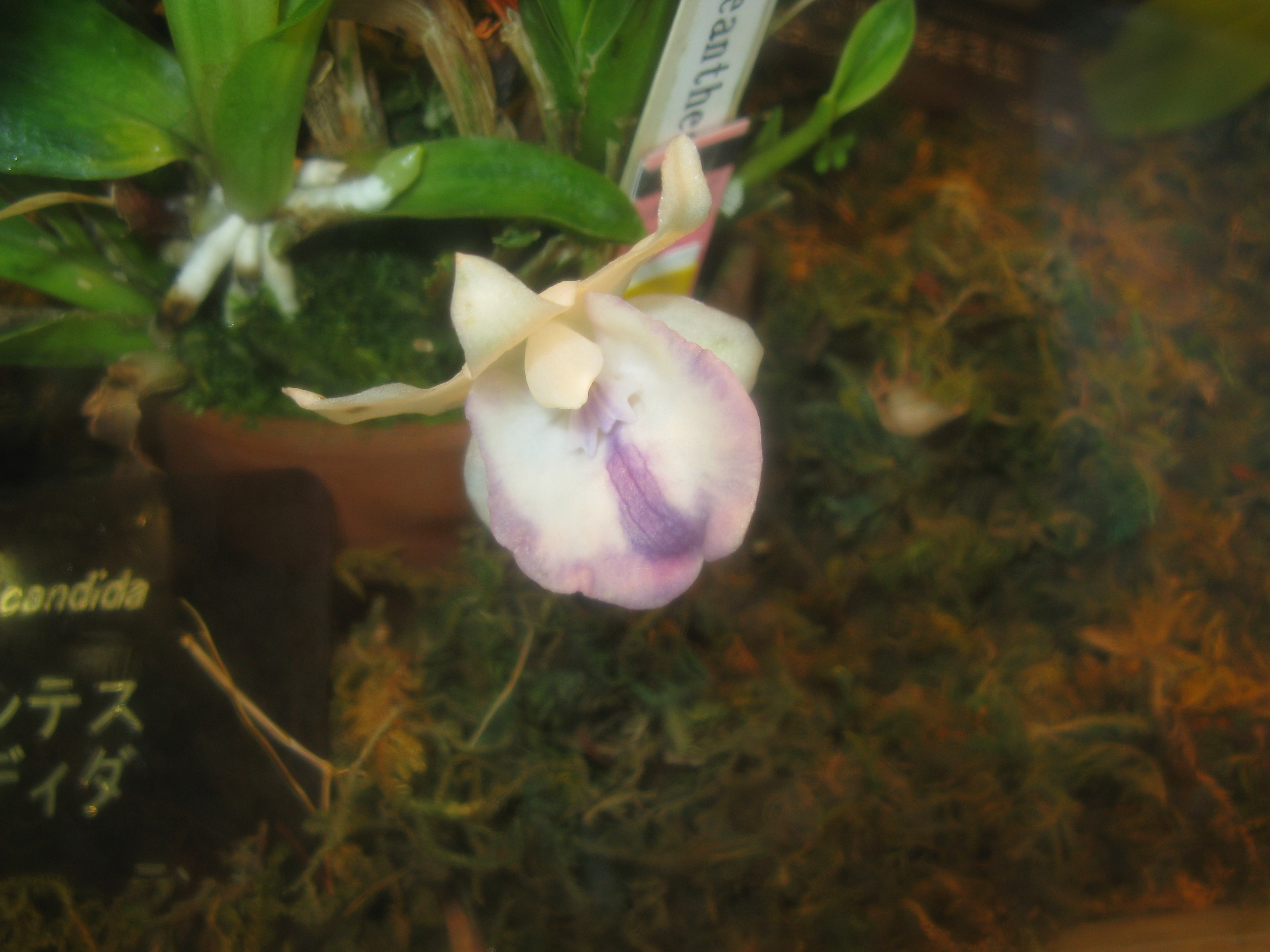
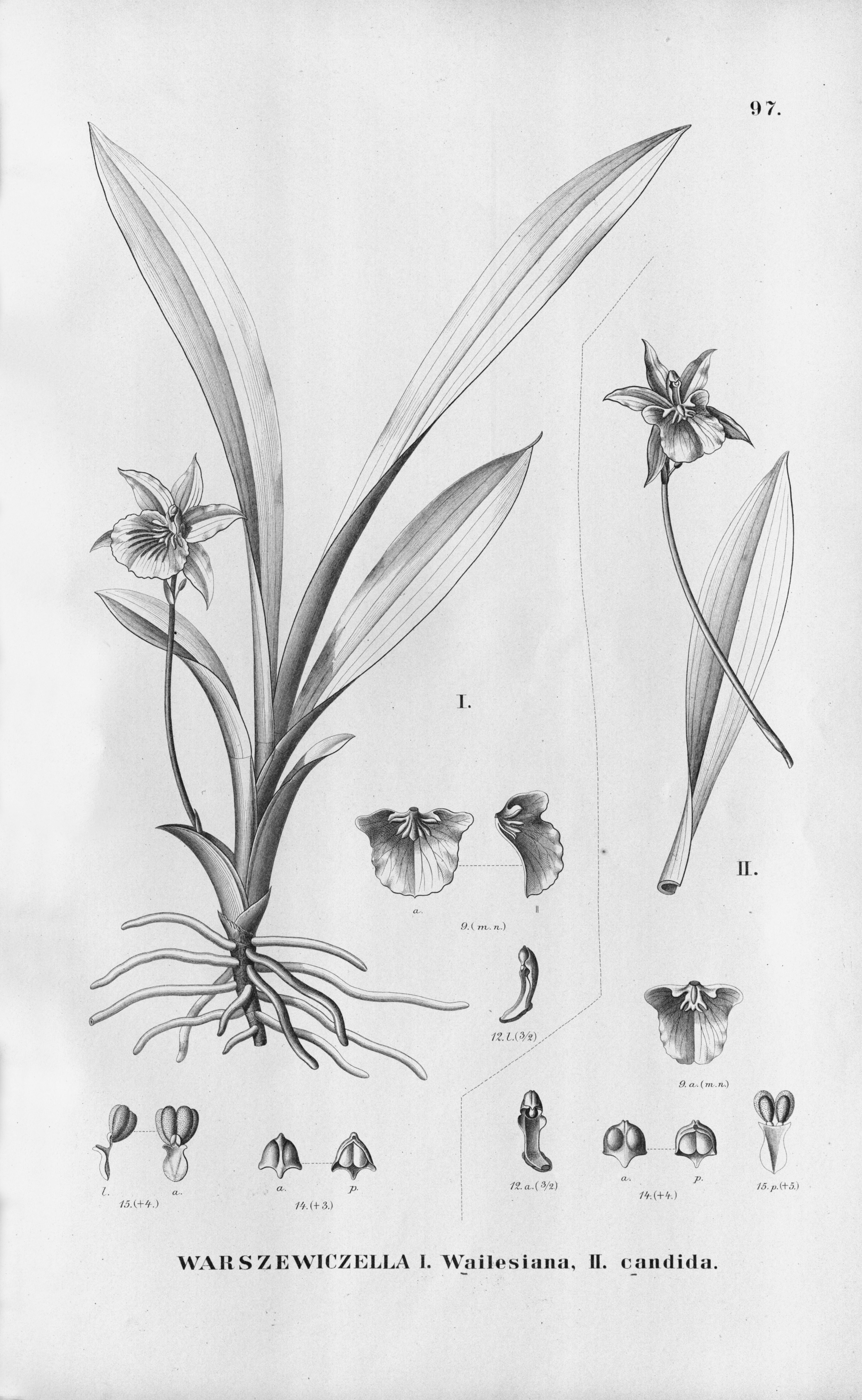